# سيدي نصير
سيدي نصير إحدى قرى الجمهورية التونسية، تقع في ولاية بنزرت.

### مواضيع ذات علاقة
- ولاية بنزرت.